# Дома 1214 км
Дома 1214 км (рос. Дома 1214 км) — починок в Балезінському районі Удмуртії, Росія.

## Населення
Населення — 4 особи (2010; 6 в 2002).
Національний склад станом на 2002 рік:
- удмурти — 83 %